# Дакс, Пауль
Пауль Дакс, также известен как Пауль Такс (нем. Paul Dax, нем. Paul Tax); р. 1503, Штерцинг, Тирольское графство — ум. 1561, Инсбрук, Тирольское графство) — тирольский ландскнехт, художник, картограф XVI в.

## Биография
Пауль Дакс, вероятно, родился в Штерцинге в 1503 году и приехал в Инсбрук в ранней юности. В качестве капитана ландскнехтов он участвовал в Войне Коньякской лиги (осады Рима в 1527 г. и Неаполя в 1528 г.) и австро-турецкой войне (осада Вены 1529 г.). В 1546 году он участвовал в отвоевании крепости Эренберг у войск Шмалькальденского союза.
С 1530 года Дакс работал художником в Инсбруке и изучал витражное ремесло, вероятно, в основанной в 1534 г. мастерской Вольфганга Витля в Халль-ин-Тироль. Он часто работал при дворе Инсбрука, для которого писал картины, изображения флагов и гербов. С 1537 по 1540 год он создавал витражи для зала совета и Хофбурга. В 1539 г. он стал гражданином Инсбрука, в 1550 году Фердинанд I назначил его придворным художником. В 1555 году он вместе со своими сыновьями расписал Цейхгауз. Созданный по образцу Альбрехта Дюрера автопортрет около 1530 г. считается самым ранним автопортретом из Австрии
Примерно с 1540 года Дакс также работал геодезистом и картографом. Он составил карты государственных границ в Ахентале, Бранденберге, Куфштайне и Нижней Австрии, а также рельефы укреплений. Также работал над картой всей земли Тироль, о судьбе которой ничего неизвеcтно. Его неопечатанные карты, наряду с другими картами Вармунда Игла, послужили образцом для его вышедшей в 1605 г. Тироля.

## Семья
Женился на сестре придворного стекольщика Урбана Делхингера в 1530 г., у пары родилось двое сыновей. Один из них, Каспар Дакс (ум. 1565 г.), а также внуки Пауль и Кристоф Дакс и правнук Кристоф Дакс (р. 1622 г.), также были художниками в Инсбруке.

## Память

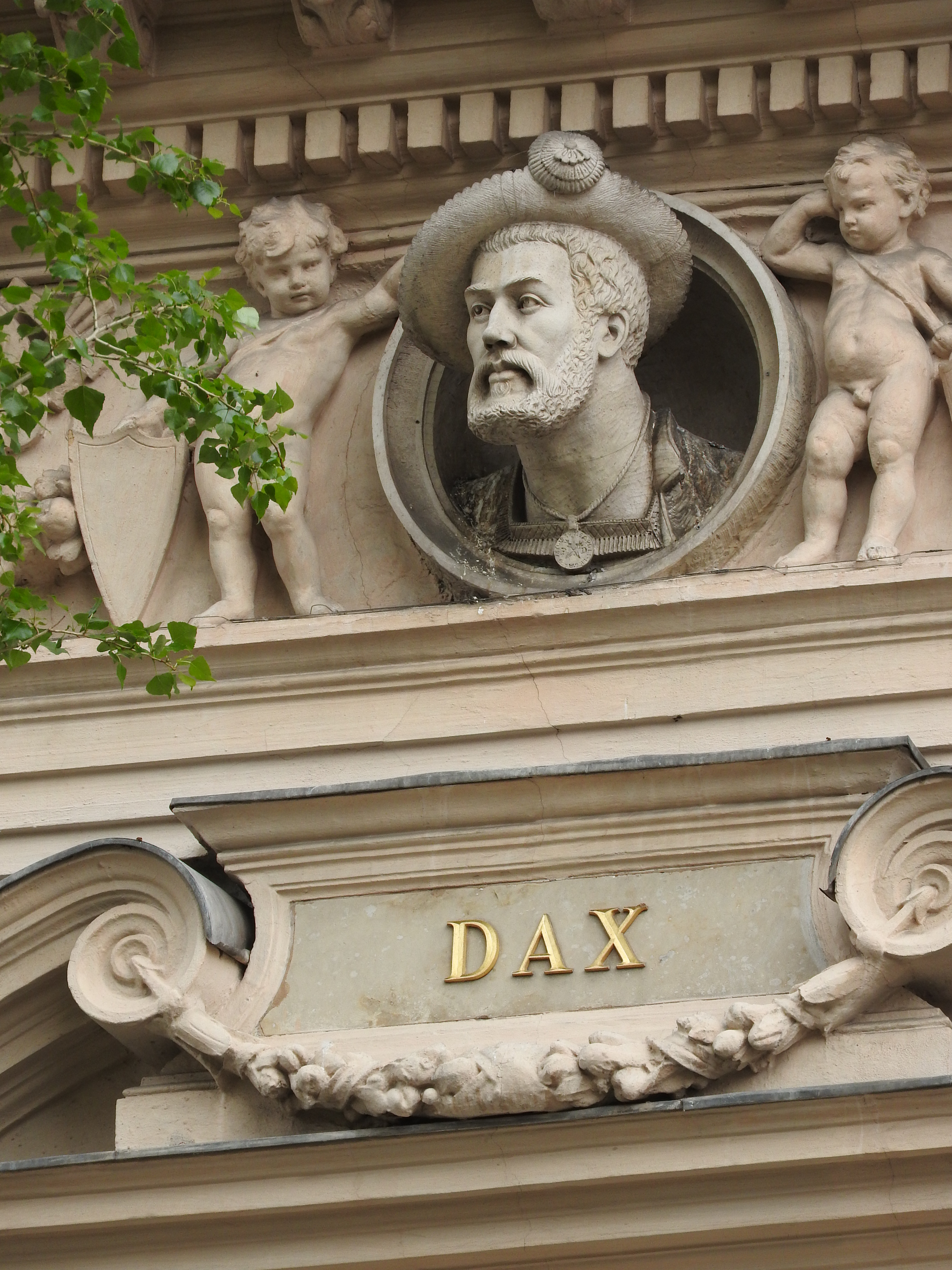
Бюст на фасаде Фердинандеума

В честь Пауля Дакса названа улица в районе Хеттинг города Инсбрук.
Его портретная голова, созданная Антонио Спаньоли, наряду с портретами других известных тирольских художников находится на фасаде Тирольского государственного музея Фердинандеум, строительство которого было завершено в 1884 г.